# Carson, Kalifornien
Carson är en stad som ligger i den sydvästra delen av Los Angeles storstadsområde i Los Angeles County, Kalifornien, USA. Större delen av Carson ligger på Los Angeles-slätten strax norr om San Pedro Bay, drygt 20 km söder om downtown Los Angeles, i "South Bay-regionen" och gränsar i öster mot Long Beach samt i väster och i söder mot staden Los Angeles. I väster ligger även West Carson som är ett "unincorporated area" i Los Angeles County.
Carsons ekonomi baseras huvudsakligen på tillverkningsindustri. Cirka hälften av Carsons areal upptas av fabriker, oljeraffinaderier och andra industrianläggningar. Carson har en multietnisk befolkning bestående av latinamerikaner, filippiner, afroamerikaner, vita, kambodjaner och samoaner.

## Geografi
Enligt United States Census Bureau har staden en total areal på 49,1 km². 48,8 km² är land och 0,3 km² är vatten.
Väster om Carson ligger West Carson, en "unincorporated area".

## Befolkning
Vid folkräkningen år 2000 hade Carson en befolkning på 89 730 personer.
Invånarna i Rancho Palos Verdes identifierade sig själva (enligt United States Census Bureau) som: 
25,69% "vita", 25,41% afroamerikaner, 22,27% asiater (huvudsakligen filippiner), 2,99% samoaner, 17,98% "av annan ras" och 5,09% "av två eller flera raser".  34,92% av befolkningen definierade sig som latinamerikaner "oavsett ras". "Vita, icke-latinos" var 12,00% av befolkningen. 
Av staden Carsons befolkning beräknades cirka 9,3% leva under fattigdomsgränsen (år 2004) jämfört med 13,1 % för hela USA och 13,3% för Kalifornien.
Carson utmärker sig bland amerikanska städer genom att medelinkomsten för de svarta invånarna är högre än medelinkomsten för de vita invånarna .
I den norra delen av Carson bor många välutbildade afroamerikanska höginkomsttagare.

## Sport
Fotbollslagen Los Angeles Galaxy och Chivas USA har sin bas i Carson och deras gemensamma arena Home Depot Center finns här.
Amerikanska fotbollslaget Los Angeles Charges spelar också på  Home Depot Center .

## Kända invånare
- Forest Whitaker, regissör, producent, filskådespelare (Oscarvinnare).
- Tammy Townsend, TV-skådespelerska[5]